# Bennard Yao Kumordzi
Bennard Yao Kumordzi (21 de marzo de 1985 en Acra, Ghana) es un futbolista profesional ghanés que juega en la posición de centrocampista.

## Trayectoria
Kumordzi comenzó su carrera jugando en el Klagon FC antes de ser fichado por el Suprema FC, donde solo disputó dos partidos de la 3 ª División de Ghana antes de viajar a Suecia para comenzar una carrera en Europa.
En el año 2005 se instala en la ciudad de Norrköping donde Kumordzi lucha desde el principio para conseguir un club, hasta que llegó a un acuerdo con un club de aficionados de la 6ª División llamado FC Norrköping, donde jugó como centrocampista aunque en Ghana jugaba como un defensor central. Él causó una gran impresión en la liga amateur de 6ª división ya que se convirtió en el máximo goleador de la misma con 17 goles en 11 partidos jugando como centrocampista ofensivo.
Durante un partido de copa en julio de 2005 entre los aficionados del FC Norrköping y los del IK Sleipner, un club de Segunda División, Kumordzi tuvo un desempeño magnífico para ganar el partido con su club de aficionados. Stefan Hellberg, el entonces entrenador del IFK Norrköping, que estaba observando el partido, dijo a los periodistas que él acababa de descubrir una joya. Stefan Hellberg le concedió una prueba con el IFK Norrköping que lo terminaría fichando y Kumordzi acabaría saltando cuatro divisiones con su nuevo equipo. Sin embargo, nunca pudo ser un en titular habitual en el equipo. Su estancia allí se terminó después de ciertos problemas contractuales.

## Grecia
Luego de resolver su salida del IFK Norrköping se marcha a Grecia para disputar la Superliga con el Egaleo FC, con el cual firma un contrato por cinco temporadas.
En los primeros partidos consigue impresionar a los periodistas especializados que recibían con aplausos su forma de jugar y muchos lo mencionaban como la verdadera revelación de la temporada tras otro excelente partido contra el Ergotelis FC
El 18 de enero de 2007, la Asociación de Fútbol Griego le otorga el premio al Jugador Más Valioso de la primera mitad de la temporada 2006-2007 de la Super Liga griega por sus actuaciones durante la temporada.
Varios ojeadores de equipos de Europa lo tenían en cuenta para ficharlo entre ellos los del Bayer 04 Leverkusen que participaba de la Bundesliga.
Luego de sus muy buenas actuaciones consigue una transferencia a un equipo más grande al firmar con Panionios, el 23 de mayo de 2007.

## Francia
Debido a sus excelentes actuaciones en la Superliga griega, firma en enero de 2012 contrato con el Dijon FCO, de la Ligue 1 de Francia.

## Bélgica
El 27 de julio de 2012 Kumordzi llega a Bélgica para fichar por el KRC Genk equipo que participa de la Primera División de Bélgica y en el cual le fue asignado el dorsal número 45.

## Selección nacional
En 2005 el periódico sueco Folkbladet compara a Kumordzi con el ex internacional por Nigeria Nwankwo Kanu. Hoy en día Kumordzi piensa que su calidad con el manejo del balón y su altura le dan una ventaja para ser uno de los mejores jugadores de Ghana.
"Espero ser convocado para jugar con la Sub-23 de Ghana o con la selección nacional", dijo Kumordzi. "Todavía hay muchos jugadores con un talento ilimitado repartidos por Europa, que pueden llegar a ser grandes activos jugadores para la selección nacional que no están siendo aprovechados". "Jugar en la Copa del Mundo para mi país es mi mayor sueño. Voy a seguir trabajando duro para poder integrar el equipo olímpico y desde allí pasar a la siguiente etapa. Yo sueño en poder jugar en alguno de los 20 mejores equipos del mundo ", agregó Kumordzi.
El 20 de enero de 2007, Kumordzi es convocado para integrar el equipo olímpico de Ghana conocido como los Meteoros Negros para los Juegos Olímpico Clasificatorio 2008 contra el equipo olímpico de Burkina Faso. También jugó la eliminatoria a doble partido por la clasificación para los Juegos Toda África contra Nigeria Sub-23, que ganó Ghana.
En su cumpleaños n.º 22, Kumordzi recibió su primera llamada de alto nivel para jugar en la selección nacional de Ghana, como reemplazo del capitán Stephen Appiah para los amistosos de la fecha FIFA contra Austria y Brasil el 24 y 27 de marzo de 2007. Su debut internacional fue contra Brasil el 27 de marzo de 2007 en el estadio Råsunda en Estocolmo Suecia, partido que perdería Ghana 1 a 0.

## Clubes
| Equipo           | País    | Periodo     | Partidos | Goles |
| ---------------- | ------- | ----------- | -------- | ----- |
| FC Norrköping    | Suecia  | 2005        | 11       | 17    |
| IFK Norrköping   | Suecia  | 2005 - 2006 | 9        | 2     |
| Egaleo FC        | Grecia  | 2006 - 2007 | 21       | 5     |
| Panionios G.S.S. | Grecia  | 2007 - 2012 | 117      | 16    |
| Dijon FCO        | Francia | 2012        | 16       | 1     |
| KRC Genk         | Bélgica | 2012 - 2017 | 90       | 8     |
| KV Cortrique     | Bélgica | 2017 - 2019 | 49       | 2     |

## Palmarés
Campeón Copa de Bélgica 2012-2013 KRC Genk